# Wishbone Four
Wishbone Four is het vierde studioalbum van Wishbone Ash; het werd uitgegeven in 1973. Het vorige album Argus had een enorm succes in het Verenigd Koninkrijk en de band stond voor de opgave met een opvolger te komen. Om dat te bereiken schoven de leden Derek Lawrence als muziekproducent aan de kant en ging zelf aan de slag in de Olympic Studio en Apple Studio, beide in Londen. Het resultaat verkocht in eerste instantie goed, maar zakte al (relatief) vrij snel weg in de Britse albumlijst. Een hoogste plaats op nummer 12 aan het begin van 10 weken notering was niet te vergelijken met nummer 3 aan het begin van 20 weken van Argus. Er volgde een tournee, die vastgelegd werd op het album Live Dates en daarna vertrok Ted Turner.
De band is altijd gitaargericht geweest, toch vindt men op dit album een van de belangrijkste muziekinstrumenten uit het begin van de progressieve rock. George Nash bespeelde in Everynody needs a friend onder meer de mellotron, niet prominent aanwezig, maar toch duidelijk hoorbaar. De hoes is een ontwerp van Hipgnosis.

## Musici
- Ted Turner – gitaren, zang
- Andy Powell – gitaren, zang
- Martin Turner – basgitaar, zang
- Steve Upton – drums en percussie

met:
- George Nash – toetsinstrumenten op Everybody needs a friend
- Graham Maitland – piano op No easy road (van Glencoe, Les fleur de lys en Five Day Rain)
- Jimmy Helms (trompet), Phil Kenzie (saxofoon), Dave Coxhill (saxofoon), Bud Parks (trompet o.a. in de band van Maynard Ferguson) – blaasinstrumenten

## Muziek
Alle muziek van Wishbone Ash, teksten van Martin Turner, behalve Rock 'n roll widow van Upton

| Nr. | Titel                    | Duur |
| --- | ------------------------ | ---- |
| 1.  | So many things to say    | 5:00 |
| 2.  | Ballad of the Beacon     | 4:58 |
| 3.  | No easy road             | 3:40 |
| 4.  | Everybody needs a friend | 8:27 |
| 5.  | Doctor                   | 5:48 |
| 6.  | Sorrel                   | 5:02 |
| 7.  | Sing out the song        | 4:21 |
| 8.  | Rock 'n roll widow       | 5:41 |